# Staartmees
De staartmees (Aegithalos caudatus) is een zangvogel uit de familie van de staartmezen (Aegithalidae). Hij behoort niet tot de familie van de echte mezen (Paridae); staartmezen vormen een eigen familie.

## Uiterlijke kenmerken
Een volwassen staartmees heeft een totale lengte van 13 tot 16 centimeter, inclusief de lange, smalle staart van 6 tot 10 centimeter. De vleugelspanwijdte is 16 tot 19 centimeter, wat relatief klein is voor een zangvogel. Hij heeft een rond lichaam, een korte, stompe snavel en lange, slanke poten. De donkere ogen zijn bij sommige vogels omrand met een felgekleurde oogring.
De staartmees dankt zijn pluizig uiterlijk aan zijn veren die hij meestal opgezet heeft. Het verenkleed aan de bovenzijde is zwart en wit en aan de onderzijde wit. Veel ondersoorten hebben bovendien roze en/of grijze tinten over het hele verenkleed. Over de gehele lengte van de staart loopt een witte streep. Er bestaan veel geografische variaties in het kleurpatroon en sommige ondersoorten als A. c. caudatus en A. c. japonicus hebben een geheel witte kop, terwijl andere soorten een grijze tekening op de kop hebben. In gebieden als Noord-Europa krijgen koppels van verschillende ondersoorten regelmatig gemengd gekleurde nakomelingen. 
Het kleed van geslachten is gelijk. Jonge vogels ondergaan voor hun eerste winter een complete rui die leidt tot het volwassen verenpak.

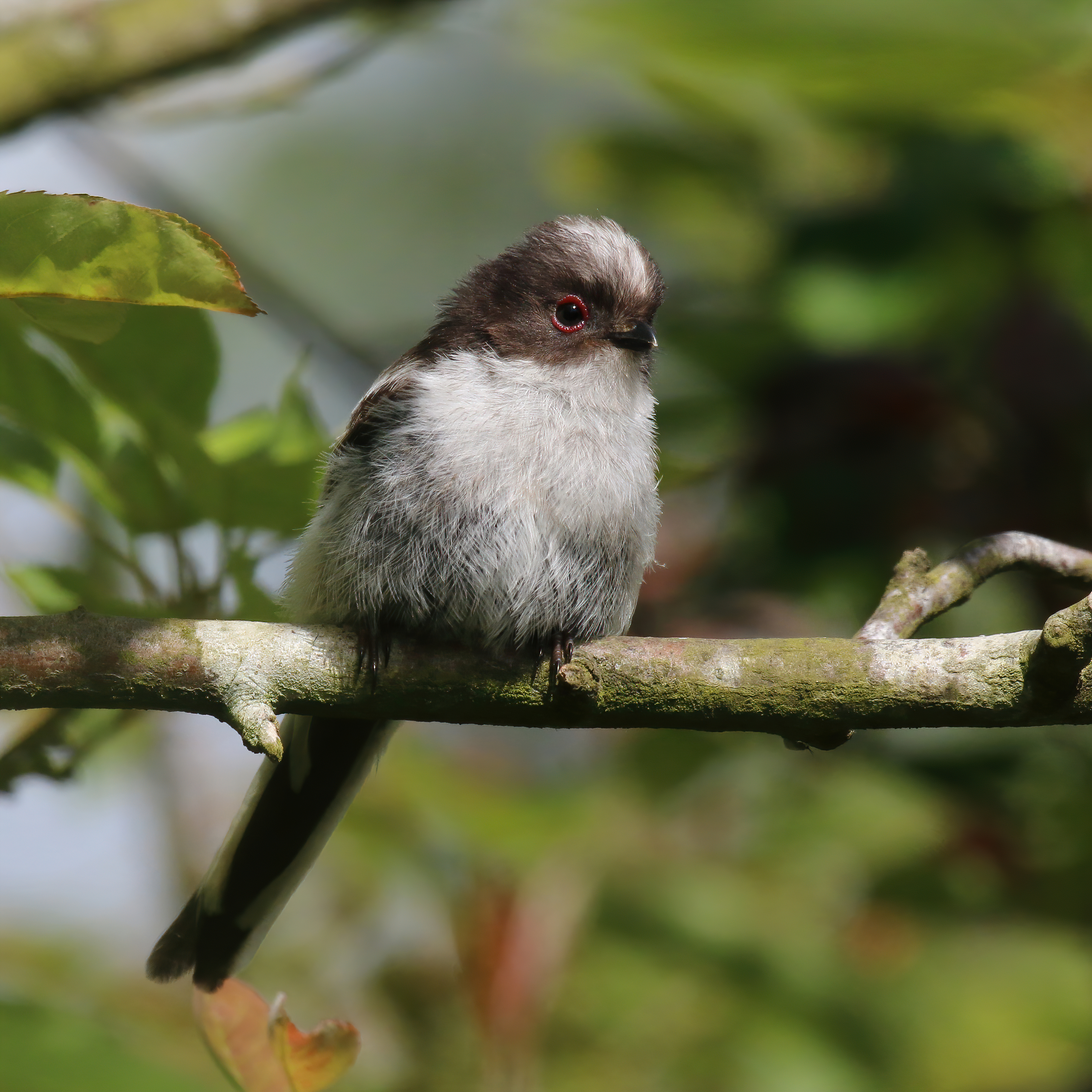
Juveniel met rode oogring
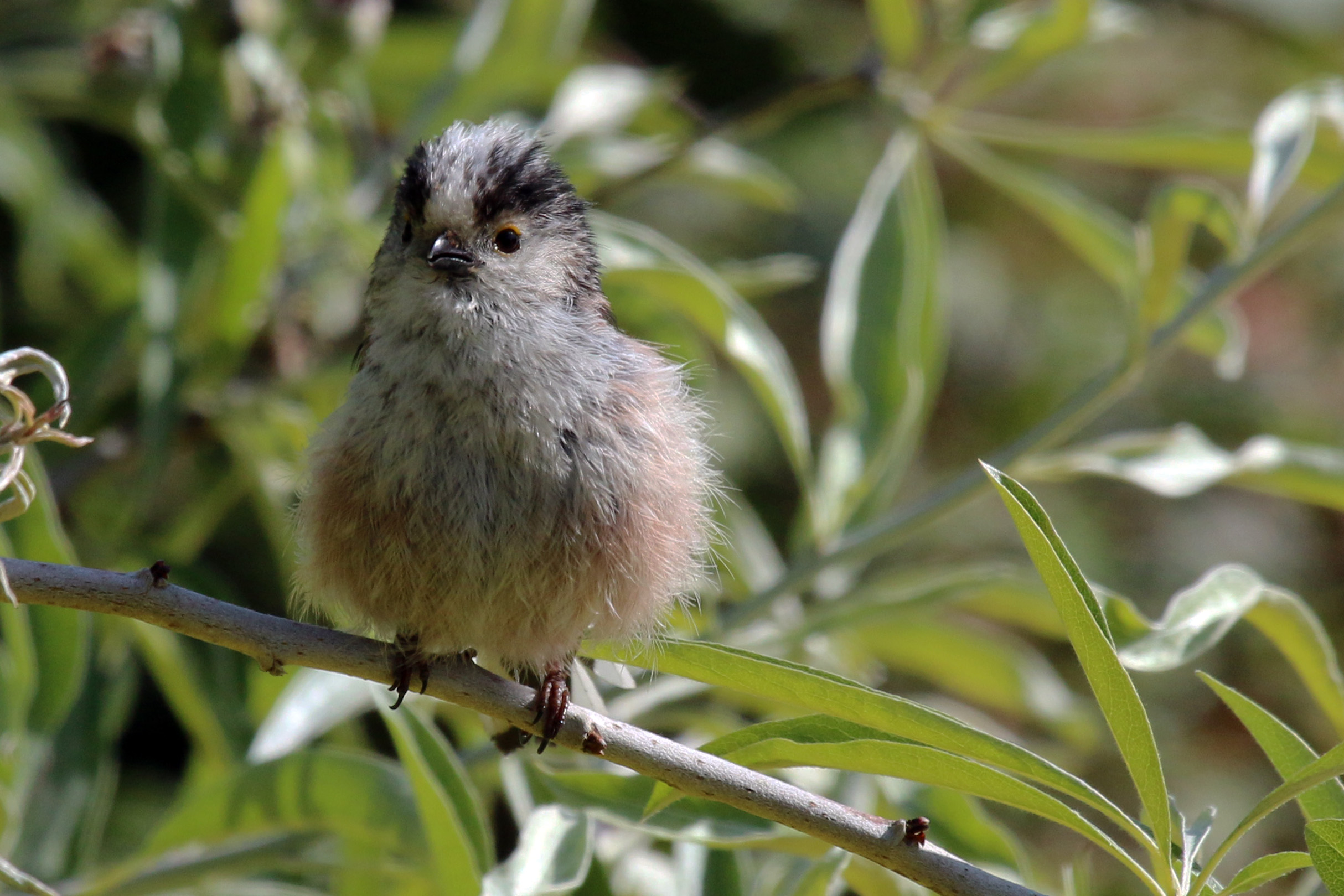
Juveniel met gele oogring
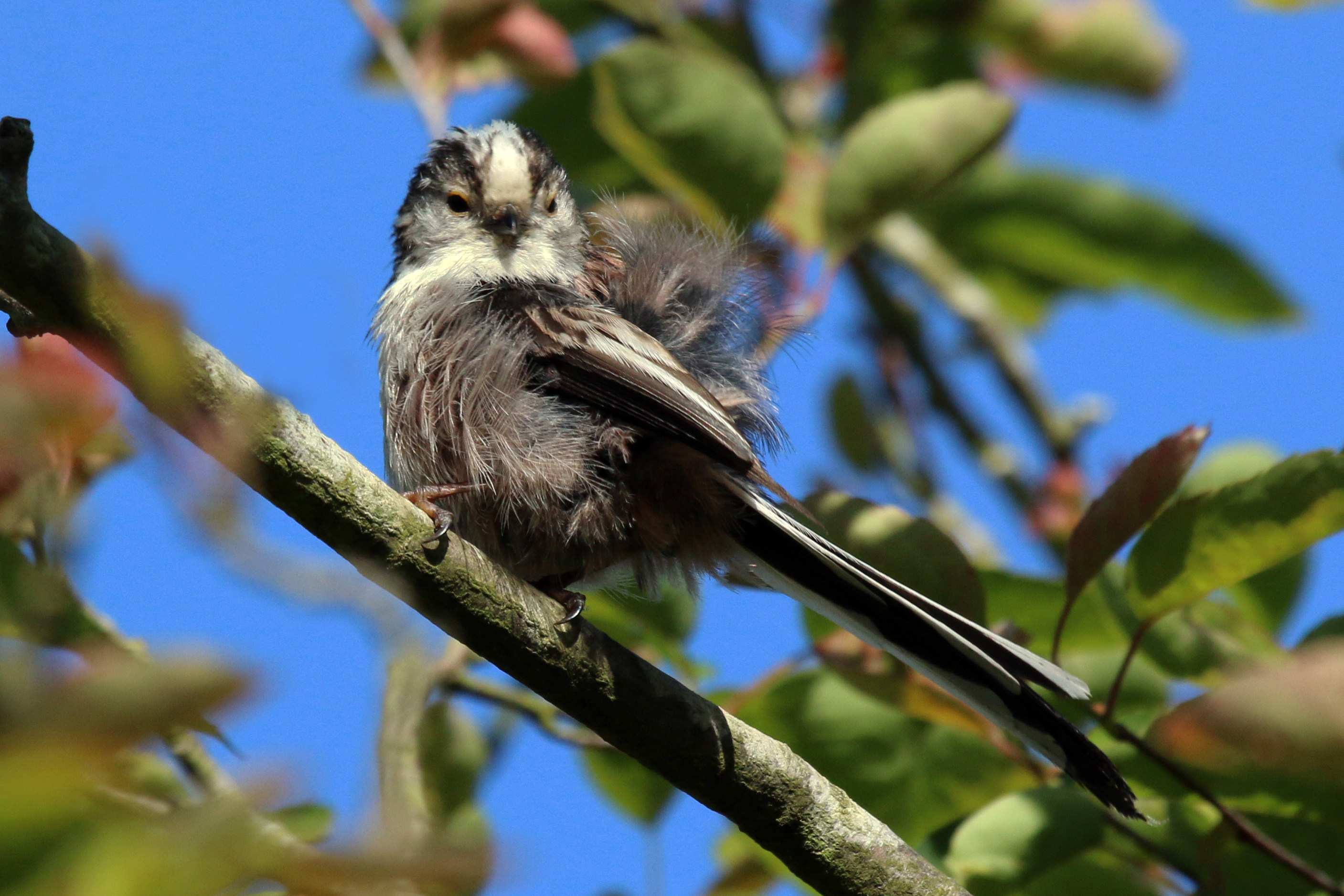
Jonge vogel in de rui
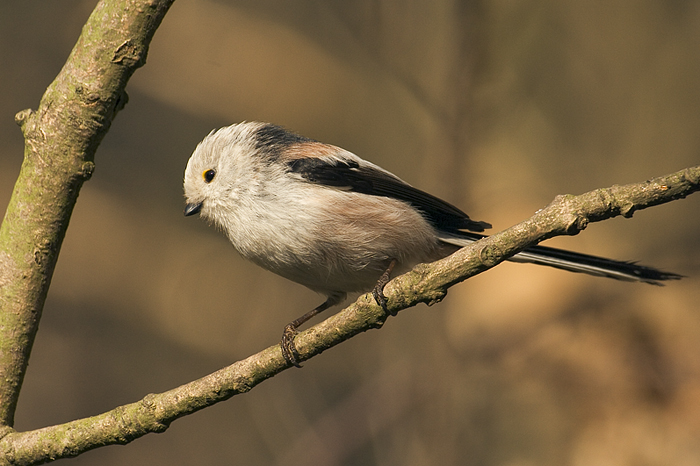
Ondersoort met witte kop

## Gedrag en levenswijze
Staartmezen leven doorgaans in groepen met een hechte sociale structuur. De grenzen van hun voedselterritorium worden door de groep verdedigd tegen soortgenoten. Buiten het broedseizoen vormen staartmezen groepen van drie tot zestig vogels.
In het voorjaar bakenen de staartmezen hun territorium af en trachten ze indringers buiten te houden. Als ramen (of autospiegels) een spiegelbeeld weerkaatsen, is het mogelijk dat staartmezen wekenlang gedurende lange tijd tegen het raam komen fladderen of pikken om de vermeende indringer af te houden.

### Voeding
De staartmees voedt zich voornamelijk met insecten en andere ongewervelde dieren. Hij is erg actief tijdens het foerageren en hangt vaak ondersteboven aan twijgen om bij zijn prooi te kunnen komen. Soms hangt de staartmees aan één poot om met het andere verder te kunnen reiken. Het is niet bekend of ze voedsel opslaan.

### Communicatie
Staartmezen in een kolonie houden contact met elkaar door zachte klikgeluiden en korte trillers, zoals een hoog herhaald tzie-tzie en een scherp tsierr. Het lied bestaat uit een verzameling van diverse contactgeluiden.

## Voortplanting
Het nest is een ingewikkelde bal met een opening aan de bovenzijde en wordt gemaakt van zachte materialen als veren en spinrag. Koppels zijn monogaam en worden bij het broeden vaak bijgestaan door andere volwassen vogels uit de kolonie die geen eigen broedsel hebben of waarvan deze is mislukt. Een broedende staartmees moet zijn staart over zijn rug leggen als hij op de eitjes zit. Het legsel bestaat uit acht tot twaalf witte of roze eieren met rode vlekjes en stippen.

## Taxonomie
Aanvankelijk werden de staartmees en verwanten geplaatst in het geslacht Parus van de familie mezen (Paridae), maar ze verschillen in diverse aspecten, zoals hun nestbouw en de vroege rui van de juvenielen. Ook fylogenetische studies wezen uit dat het DNA voldoende verschilt om te spreken van een afzonderlijke familie: de staartmezen (Aegithalidae).
Staartmees is tevens een verzamelnaam van allerlei moeilijk te herkennen ondersoorten, die een behoorlijk complexe groep vormen. In Nederland komt de ondersoort europaeus voor, die een samenraapsel is van vogels met een grote variatie in verenkleed. Van witkoppig (de zogenaamde witkoppige staartmezen) tot donkerkoppig (de vogels die standaard in de boekjes zijn afgebeeld). Deze verzamelgroep komt voor in het grootste deel van Europa. Andere ondersoorten die gevonden kunnen worden in Europa zijn de rosaseus in Engeland, Ierland en Schotland, de caudatus van Scandinavië tot noordelijk Japan,  irbii uit Spanje en taiti uit Frankrijk/Spanje (waarschijnlijk een overgangsvorm tussen europaeus en irbii), verder komen in Turkije en omgeving nog tephronotus en alpinus voor waarbij met name de eerste waarschijnlijk weer een overgangsvorm is net zoals de  major.
De vage ondersoorten (waarschijnlijk onderdeel van de europaeus-groep); aremoricus van Frankrijk, italiae uit Italië, macedonicus van de Balkan en de tauricus van De Krim vallen allemaal qua variatie prima binnen europaeus-groep.

## Verspreiding en leefgebied

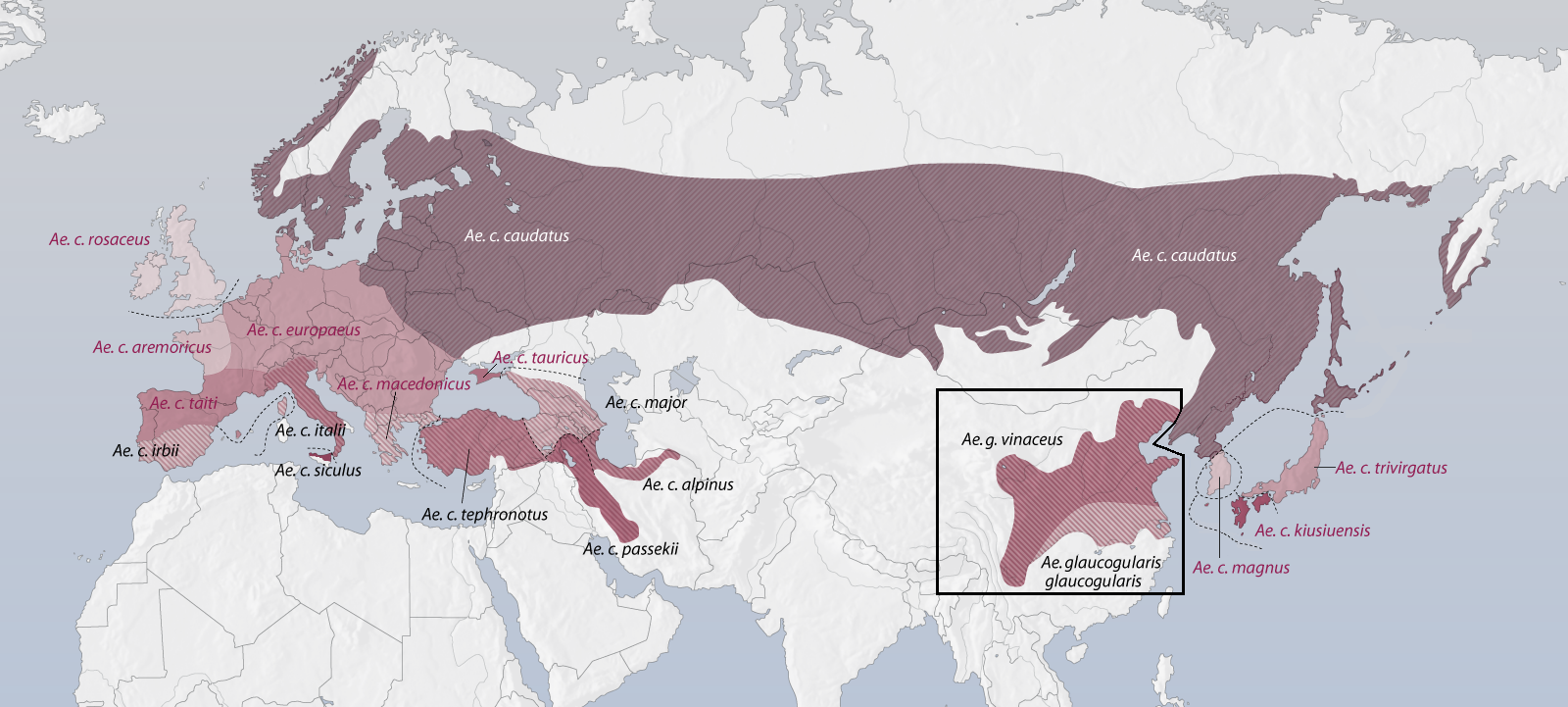
Verspreiding van de staartmees met zijn ondersoorten

De staartmees komt voor in Europa en Azië in bosrijke omgeving, in bomen en struikgewas, in parken, plantsoenen en tuinen. In Nederland is de staartmees een vrij algemene broedvogel. In de periode 2018-2020 heeft SOVON het aantal broedparen geschat op 20-25 duizend. Toch gaat het niet goed met de staartmees want sinds 1990 is het aantal broedparen gehalveerd.
De soort telt 17 ondersoorten:
- A. c. caudatus: van noordelijk en oostelijk Europa tot oostelijk Siberië, Japan en Korea.
- A. c. rosaceus: de Britse Eilanden.
- A. c. europaeus: van noordoostelijk Frankrijk en Duitsland tot noordelijk Italië en Turkije.
- A. c. aremoricus: westelijk Frankrijk.
- A. c. taiti: van zuidwestelijk en zuidelijk Frankrijk tot centraal Spanje en Portugal.
- A. c. irbii: zuidelijk Spanje en Portugal en Corsica.
- A. c. italiae: centraal en zuidelijk Italië en zuidwestelijk Slovenië.
- A. c. siculus: Sicilië.
- A. c. macedonicus: van Albanië en Griekenland tot Bulgarije en noordwestelijk Turkije.
- A. c. tephronotus: van oostelijk Griekenland tot centraal Turkije, noordelijk Irak en Syrië.
- A. c. tauricus: het Krimschiereiland.
- A. c. major: noordoostelijk Turkije en de Kaukasus.
- A. c. alpinus: zuidoostelijk Azerbeidzjan, noordelijk Iran en zuidwestelijk Turkmenistan.
- A. c. passekii: zuidoostelijk Turkije en zuidwestelijk Iran.
- A. c. trivirgatus: centraal Japan.
- A. c. kiusiuensis: zuidelijk Japan.
- A. c. magnus: centraal en zuidelijk Korea, Tsushima.

## Video
- Een staartmees op een voederbak in Venray (Nederland)